# جبريل ماس
جبريل ماس (بالإسبانية: Gabriel Mas)‏ (و. 1933  م) هو راكب دراجة هوائية إسباني، ولد في مونتويري، شارك في طواف فرنسا.

## روابط خارجية
- جبريل ماس على موقع أرشيف الدراجات (الإنجليزية)
- جبريل ماس على موقع إحصائيات الدراجات الإحترافية (الإنجليزية)
- جبريل ماس على موقع CycleBase (الإنجليزية)